# سلول بزرگ
سلول بزرگ یا ابریاخته (به انگلیسی: Large Cell) ، اصطلاحی در سرطان‌شناسی است که اشاره به سلولی دارد که بیش از حد انتظار بزرگ شده باشد. سلول  برای تشریح لنفوم ، کارسینوما و سرطان ریه بیشتر مورد استفاده قرار می‌گیرد. 

## گونه‌ها
- تومور سلول بزرگ استخوان
- تومور سلول بزرگ پوشش زردپی